# Obduktionen
Obduktionen er en kortfilm fra 1991 instrueret af Martin Lima de Faria efter manuskript af Martin Lima de Faria og Suzanne Giese.

## Handling
Nick, som er medicinstuderende, har fået til opgave at lede en obduktion sammen med nogle medstuderende. Det viser sig, at Nick har kendt liget som levende: en kvindelig patient fra Rigshospitalet. Under jagten på dødsårsagen bliver Nicks undersøgelse af kvindens krop til en rejse i hans forhold til kvinden. Og da det afsløres, at kvinden har været i samme lokale, som de nu står og obducerer i, begynder en ubehagelig sandhed at tage form.